# Liverpool FC (női csapat)
A Liverpool Football Club női labdarúgó szakosztályát 1989-ben hozták létre. Az angol élvonal versenysorozatában szerepelnek.

## Története
A klubot 1989-ben alapították Newton LFC néven, két évvel később pedig Knowsley LFC-re változtatták nevüket. Az 1994–95-ös szezon óta állnak szövetségben a Liverpool FC-vel és viselik jogosultan a nevet és a mezt.
Az 1990-es évektől a Premiership meghatározó csapatává váltak, de a támogatók és befektetők hiányában  az Északi csoportba (másodosztályba) minősítették vissza őket. 2004-ben megnyerték bajnokságukat és visszajutottak az első osztályba, de nem maradtak hosszú ideig ott. A szezon végére újra kiestek, mivel csak két mérkőzést nyertek meg.
Mint a férfi csapatnak, a legnagyobb riválisuk az Everton FC, ám a legutóbbi másodosztályú időszakukban új riválisokat szereztek, mint például a Tranmere Rovers LFC vagy a Lincoln City LFC. Ezen csapatokkal egy osztályban szerepeltek; a férfiaknál ezek a csapatok az alsóbb osztályban vannak. A 2007–08-as szezon Mersey-parti rangadóját újra fellelkesedve várhatták, amikor is megnyerték a másodosztály Északi csoportját.

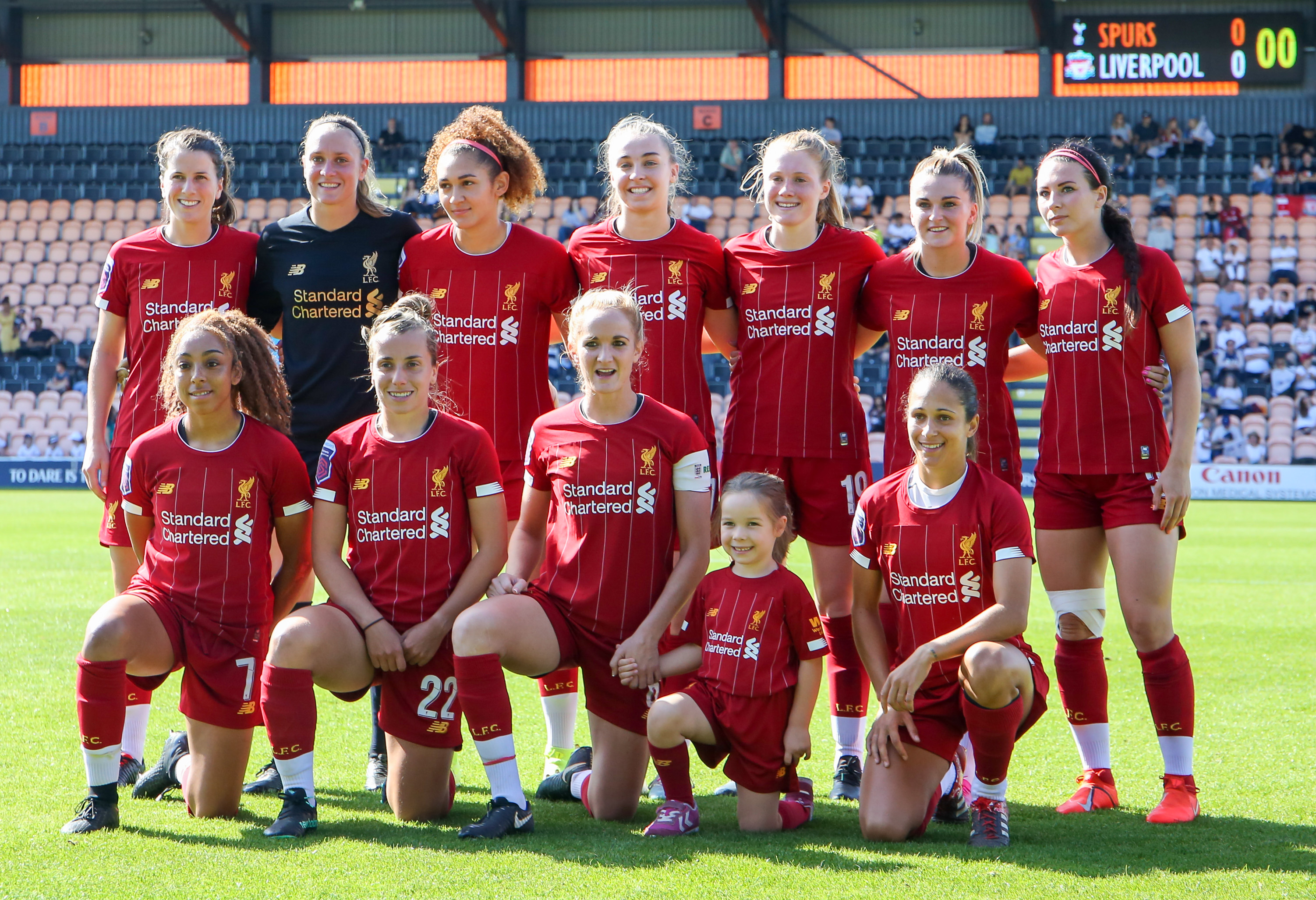
A Tottenham Hotspur ellen 2019. szeptember 15-én.
Felső sor, balról: Niamh Fahey, Anke Preuß, Jade Bailey, Niamh Charles, Amy Rodgers, Melissa Lawley, Leighanne Robe.
Alsó sor, balról: Jessica Clarke, Becky Jane, Sophie Bradley, Courtney Sweetman-Kirk.

## Sikerek
- FA WSL:
  - Győztes (2): 2013, 2014
- FA Championship:
  - Győztes (1): 2021–22
- FA Women's Premier League Northern Division:
  - Győztes (3): 2003–04, 2006–07, 2009–10
- Keele Classic:
  - Győztes (1): 2010
- Preston Tournament
  - Győztes (1): 2010

## Játékoskeret
2024. augusztus 16-tól
| #  |     | Poszt | Név              |
| -- | --- | ----- | ---------------- |
| 1  | ENG | K     | Rachael Laws     |
| 16 | AUS | K     | Teagan Micah     |
| 22 | ENG | K     | Faye Kirby       |
| 2  | ENG | V     | Lucy Parry       |
| 3  | WAL | V     | Gemma Evans      |
| 4  | ENG | V     | Grace Fisk       |
| 5  | IRL | V     | Niamh Fahey      |
| 6  | ENG | V     | Jasmine Matthews |
| 12 | ENG | V     | Taylor Hinds     |
| 17 | SCO | V     | Jenna Clark      |
| 23 | ENG | V     | Gemma Bonner     |
| 34 | ENG | V     | Hannah Silcock   |

| #  |     | Poszt | Név             |
| -- | --- | ----- | --------------- |
| 8  | JPN | KP    | Nagano Fúka     |
| 14 | AUT | KP    | Marie Höbinger  |
| 15 | DEN | KP    | Sofie Lundgaard |
| 18 | WAL | KP    | Ceri Holland    |
| 36 | ENG | KP    | Zara Shaw       |
| 7  | SWE | CS    | Cornelia Kapocs |
| 9  | IRL | CS    | Leanne Kiernan  |
| 10 | NOR | CS    | Sophie Haug     |
| 11 | CAN | CS    | Olivia Smith    |
| 13 | ENG | CS    | Mia Enderby     |
| 20 | BEL | CS    | Yana Daniëls    |

## Szakmai stáb
| Poszt           | Személyzet        |
| --------------- | ----------------- |
| Vezérigazgató   | Billy Hogan       |
| Vezetőedző      | Matt Beard        |
| Segédedző       | Amber Whiteley    |
| Segédedző       | Scott Rogers      |
| Kapusedző       | Joe Potts         |
| Erőnléti edző   | Colm Smith        |
| Erőnléti edző   | Danielle Williams |
| Mérkőzés elemző | Jordan Kevan      |
| Mérkőzés elemző | Noah Sansbury     |

## Korábbi híres játékosok
| - Rinsola Babajide - Missy Bo Kearns - Sophie Bradley-Auckland - Lucy Bronze - Rachel Brown - Karen Burke - Siobhan Chamberlain - Niamh Charles - Jessica Clarke - Laura Coombs - Kerry Davis - Gemma Davison - Natasha Dowie - Becky Easton - Bethany England - Gilly Flaherty - Natasha Flint - Alex Greenwood - Martha Harris - Ashley Hodson - Carla Humphrey - Becky Jane - Simran Jhamat - Lindsay Johnson - Faye Kirby - Melissa Lawley | - Kirsty Linnett - Kate Longhurst - Janice Murray - Mayumi Pacheco - Jemma Purfield - Leighanne Robe - Lucy Staniforth - Casey Stoney - Courtney Sweetman-Kirk - Miri Taylor - Fern Whelan - Charlotte Wardlaw - Fara Williams - Katie Zelem - Whitney Engen - Katie Stengel - Emily Gielnik - Rachel Furness - Emma Koivisto - Shanice van de Sanden - Mandy van den Berg - Katrín Ómarsdóttir - Megan Campbell - Ruesha Littlejohn - Jade Bailey - Satara Murray | - Rylee Foster - Anke Preuß - Nicole Rolser - Corina Schröder - Asisat Oshoala - Ingrid Ryland - Amanda da Costa - Eartha Cumings - Suzanne Lappin - Christie Murray - Megan Sneddon - Caroline Weir - Emma Lundh - Louise Schillgard - Donna Baker - Sarah Gregorius - Meikayla Moore - Rosie White - Nicola Davies - Cheryl Foster - Natasha Harding - Sophie Ingle - Emma Jones - Hannah Keryakoplis - Rhiannon Roberts |

## Az Év Játékosa
| Szezon  | Név                     | Nemzetiség  | Poszt       | Forrás |
| ------- | ----------------------- | ----------- | ----------- | ------ |
| 2013    | Nicole Rolser           | Németország | középpályás | [ 2 ]  |
| 2014    | Fara Williams           | Anglia      | középpályás | [ 3 ]  |
| 2015    | Martha Harris           | Anglia      | hátvéd      | [ 4 ]  |
| 2016    | Sophie Ingle            | Wales       | középpályás | [ 5 ]  |
| 2017    | Sophie Ingle            | Wales       | középpályás | [ 7 ]  |
| 2017–18 | Sophie Ingle            | Wales       | középpályás | [ 8 ]  |
| 2018–19 | Sophie Bradley-Auckland | Anglia      | hátvéd      | [ 9 ]  |
| 2019–20 | Rinsola Babajide        | Anglia      | csatár      | [ 10 ] |
| 2020–21 | Missy Bo Kearns         | Anglia      | középpályás | [ 11 ] |
| 2021–22 | Rachael Laws            | Anglia      | kapus       | [ 12 ] |
| 2022–23 | Ceri Holland            | Wales       | középpályás | [ 13 ] |
| 2023–24 | Grace Fisk              | Anglia      | hátvéd      | [ 14 ] |

## Nemzetközi kupaszereplések

### UEFA Női Bajnokok Ligája
| Szezon  | Bajnokság                | Forduló         | Otthon | Idegenben | Csapat        |
| ------- | ------------------------ | --------------- | ------ | --------- | ------------- |
| 2014–15 | UEFA Női Bajnokok Ligája | Tizenhatoddöntő | 2–1    | 0–3       | Linköpings FC |
| 2015–16 | UEFA Női Bajnokok Ligája | Tizenhatoddöntő | 0–1    | 0–1       | Brescia       |